# Femke Pietersma
Femke Pietersma (Gieten, 4 maart 2004) is een voetbalspeelster uit Nederland.
Ze speelt als verdediger voor FC Groningen in de Tweede divisie.

## Clubcarrière
Pietersma begon haar profcarrière bij sc Heerenveen. Op 20 november 2020 maakte ze haar debuut in de Vrouwen Eredivisie door in de 89ste minuut in te vallen voor Zoï van de Ven in een thuiswedstrijd tegen Excelsior.  In het seizoen 2020/21 kwam Pietersma tot drie wedstrijden. In het daaropvolgende seizoen kwam Pietersma tot dertien wedstrijden en maakte ze haar basisdebuut in een thuiswedstrijd tegen ADO Den Haag op 5 november 2021. In 2022 vertrok Pietersma naar de Verenigde Staten om aan de Universiteit van Iowa te gaan studeren. Tegelijkertijd voetbalde ze voor het universiteitsteam The Cyclones. Pietersma keerde in 2024 terug naar Nederland waar ze een eenjarig contract tekende bij Fortuna Sittard. Vanwege financiële moeilijkheden hield Fortuna Sittard na het seizoen 2024/25 op met bestaan, waarna Pietersma noodgedwongen de club verliet. In het nieuw opgerichte FC Groningen vond ze haar nieuwe werkgever. Met de club komt Pietersma uit in de Tweede divisie.

## Statistieken
| Seizoen | Club            | Land      | Competitie         | Wedstrijden | Doelpunten |
| ------- | --------------- | --------- | ------------------ | ----------- | ---------- |
| 2020/21 | sc Heerenveen   | Nederland | Vrouwen Eredivisie | 3           | 0          |
| 2021/22 | sc Heerenveen   | Nederland | Vrouwen Eredivisie | 12          | 0          |
| 2024/25 | Fortuna Sittard | Nederland | Vrouwen Eredivisie | 15          | 0          |
| 2025/26 | FC Groningen    | Nederland | Tweede divisie     | 0           | 0          |
| Totaal  | Totaal          | Totaal    | Totaal             | 30          | 0          |

Laatste update: 20 juni 2025

## Interlandcarrière
Op 21 mei 2019 speelde Pietersma haar debuutwedstrijd voor Oranje O15.
Agema ·
Buigel ·
Van Dijk ·
Dijkema ·
Draaisma ·
Drenth ·
Gottlieb ·
De Haan ·
Huzinga ·
Lalkens ·
Mellema ·
Niessink ·
Pietersma ·
Pomper ·
Reekers ·
Slump ·
Speek ·
Stuut ·
Toornvliet ·
Van der Velde ·
Coach: Eelkema